# Built-in test equipment
Built-in test equipment (acronimo: BITE) sono delle apparecchiature di test integrate per la gestione dei guasti e di diagnosi integrate per supportare i processi di manutenzione, sia indipendentemente, sia in associazione con apparecchiature di prova esterne.
Le apparecchiatura di test integrate consentono i test e l'esecuzione della diagnostica.
L'acronimo BIT viene spesso utilizzato per questa funzione o, più precisamente, in riferimento alle singole prove.
Il BIT include:
- Il rilevamento del guasto
- La riparazione del guasto (come il sistema risponde attivamente al guasto)
- L'annuncio o la registrazione del guasto per avvertire di possibili effetti e/o aiutare nella risoluzione dei problemi dell'apparecchiatura difettosa.

## Funzioni
- Analisi dei risultati del monitoraggio dei guasti
- Segnalazione e memorizzazione dei guasti
- Gestione dei test